# Linyphantes
Genre
Synonymes
- Centromeroides Schenkel, 1950

Linyphantes est un genre d'araignées aranéomorphes de la famille des Linyphiidae.

## Distribution
Les espèces de ce genre se rencontrent aux États-Unis, au Canada et au Mexique.

## Liste des espèces
Selon World Spider Catalog (version 24.5, 27/08/2023) :
- Linyphantes aeronauticus (Petrunkevitch, 1929)
- Linyphantes aliso Chamberlin & Ivie, 1942
- Linyphantes anacortes Chamberlin & Ivie, 1942
- Linyphantes california Sherwood, 2023
- Linyphantes delmarus Chamberlin & Ivie, 1942
- Linyphantes distinctus Chamberlin & Ivie, 1942
- Linyphantes eureka Chamberlin & Ivie, 1942
- Linyphantes laguna Chamberlin & Ivie, 1942
- Linyphantes microps Chamberlin & Ivie, 1942
- Linyphantes natches Chamberlin & Ivie, 1942
- Linyphantes nehalem Chamberlin & Ivie, 1942
- Linyphantes nigrescens Chamberlin & Ivie, 1942
- Linyphantes obscurus Chamberlin & Ivie, 1942
- Linyphantes orcinus (Emerton, 1917)
- Linyphantes pacificus (Banks, 1906)
- Linyphantes pualla Chamberlin & Ivie, 1942
- Linyphantes santinez Chamberlin & Ivie, 1942
- Linyphantes tragicus (Banks, 1898)
- Linyphantes victoria Chamberlin & Ivie, 1942

## Systématique et taxinomie
Ce genre a été décrit par Chamberlin et Ivie en 1942 dans les Linyphiidae.
Centromeroides a été placé en synonymie par Helsdingen en 1973.

## Publication originale
- Chamberlin & Ivie, 1942 : « A hundred new species of American spiders. » Bulletin of the University of Utah, vol. 32, no 13, p. 1-117.